# Rijsenburg
Rijsenburg es un antiguo municipio  holandés, ubicado en la provincia de  Utrecht.
Completamente rodeado por la aglomeración Driebergen, Rijsenburg ahora forma una aldea gemela única con Driebergen, bajo el nombre de Driebergen-Rijsenburg. El 1  de Mayo de  1931, las dos comunas fueron unificadas; pero desde 1850 ya, el alcalde de Driebergen también era alcalde de Rijsenburg. Desde 1812 hasta 1818, Rijsenburg ya era parte del municipio de Driebergen.
Ahora considerado como una sola aldea, Driebergen-Rijsenburg forma parte de Utrechtse Heuvelrug desde 2006.

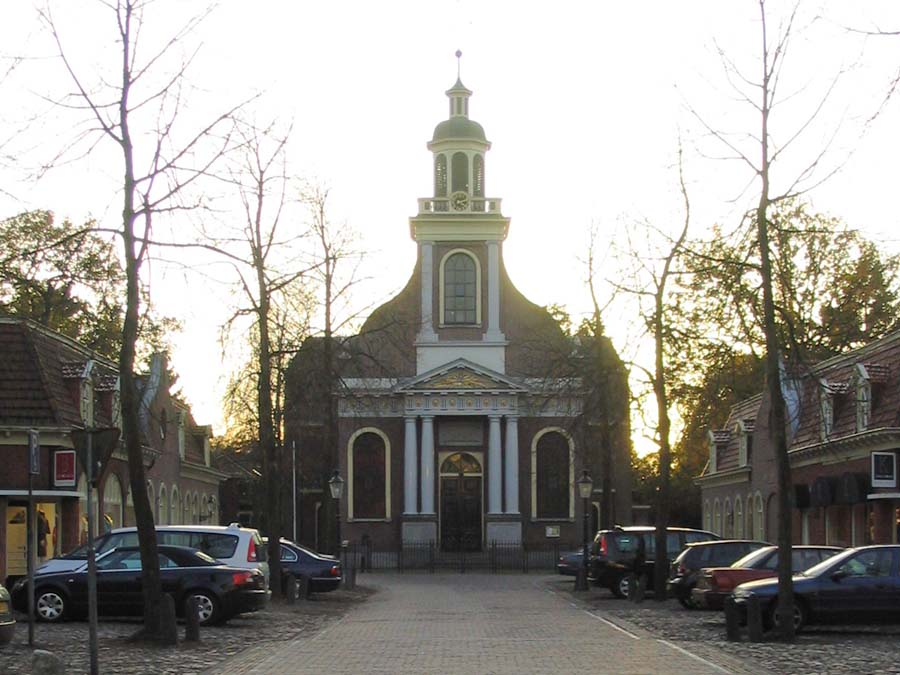